# Neotaam
Neotaam is een kunstmatige zoetstof en smaakversterker, afgeleid van aspartaam. Ze werd in 1996 in de Verenigde Staten gepatenteerd. Het is een product van NutraSweet.
Neotaam is 6000 tot 10.000 maal zoeter dan sucrose en 30 tot 60 maal zoeter dan aspartaam. Neotaam verschilt van aspartaam door de aanwezigheid van een 3,3-dimethylbutylgroep op de aminogroep van het asparaginezuurdeel van het molecuul. Daardoor worden peptidasen geblokkeerd, dit zijn enzymen die de binding tussen het asparaginezuurdeel en het fenylalaninedeel kunnen afbreken. In tegenstelling tot aspartaam komt er bij het gebruik van neotaam bijgevolg veel minder fenylalanine vrij, zodat neotaam ook door mensen met fenylketonurie kan gebruikt worden. Neotaam is ook stabieler dan aspartaam en kan in veel lagere concentraties gebruikt worden.

## Synthese
Neotaam wordt geproduceerd door de reactie van aspartaam en 3,3-dimethylbutyraldehyde.

## Regelgeving
In de Verenigde Staten heeft de Food and Drug Administration (FDA) neotaam in juli 2002 toegelaten als algemeen bruikbare zoetstof. In de Europese Unie werd de stof eind 2009 toegelaten. De stof is begin 2010 ook opgenomen in de Warenwetregeling Gebruik van zoetstoffen, waar ook de maximale gebruiksdoses in diverse voedingsmiddelen staan vermeld.

## Toxicologie en veiligheid
Het E-nummer van neotaam is E961. De aanvaardbare dagelijkse inname (ADI) is door een commissie van EFSA vastgesteld op 0–2 mg/kg lichaamsgewicht/dag. Neotaam mag in een grote variëteit van voedingsmiddelen gebruikt worden, zowel dranken als vaste levensmiddelen.